# Savant des Rimes
Savant des Rimes (* Mai 1984 in Paris; bürgerlich Umut Altunay) ist ein französischer Rapper.

## Biografie
Savant des Rimes wurde in Paris als Sohn türkischer Eltern geboren, die zunächst nach Deutschland ausgewandert waren, bevor sie sich in Frankreich niederließen. Der Vater war Musiker und engagierte sich in der Türkei im kulturellen Bereich wie Folklore und Theater; Seine Mutter arbeitet in Paris als Lehrerin.
Seit dem Jahr 2000 ist Savant, wie er in der Szene genannt wird, als Rapper in seiner Heimat dem 91. Distrikt von Paris aktiv. Zahlreiche Gastteilnahmen auf Mixtapes, verhalfen ihm nicht nur zu einem hohen Bekanntheitsgrad der Pariser Underground Hip-Hop-Szene, sondern auch zu landesweitem Ansehen. 2005 erschien über „Nouvelle Donne“, ein französisches Indie-Label, Savant des Rimes Debüt Mixtape „J'attends mon heure“. Auf dieser Platte sind einige erfolgreiche Freunde und Nouvelle-Donne-Künstler vertreten, wie z. B. Disiz la Pest, Sinik, Nubi oder Ol Kainry.
Markenzeichen von Savant des Rimes ist seine auffällige Raptechnik und seine Art zu reimen. Er ist sehr durch den Stil der New Yorker „l'enfant terrible“ beeinflusst. Aufgrund persönlicher Differenzen verließ er nach der Veröffentlichung das Label Nouvelle Donne. Zeitgleich verfolgte Savant das Ziel, einen Kindergarten zu eröffnen und begann in Paris, Pädagogik zu studieren.
Savant des Rimes veröffentlichte im August 2008 sein Debütalbum "À Bientôt" in Deutschland, Österreich und Schweiz über das deutsche Label Bodensee Records. Das Album umfasst 21 Songs und erhielt in den deutschen Medien positive Resonanz.
Es folgen einige Auftritte in Deutschland, Österreich und Schweiz sowie eine Tour u. a. mit Freeman (IAM) und Auftritte mit Afrob. Den wichtigsten Auftritt hatte Savant des Rimes am 1. Dezember 2008 in der Batschkapp / Frankfurt am Main. Daraufhin wurden einige Featuring-Songs mit u. a. Azad, Tone, Vito Vendetta und Jeyz aufgenommen. Insgesamt war Savant des Rimes dreimal auf der Juice-CD mit einem Exclusive Song vertreten.
Ab Sommer 2009 arbeitete Savant des Rimes in Frankreich mit dem neuen französischen Label Block Out Music zusammen, das ihn in Frankreich vertritt.
Im Dezember 2009 erschien der deutsch-französische Sampler "La Connexion - Entre Rap Francais et Deutschrap" von Bodensee Records. Savant des Rimes ist mit Kool Savas auf dem Song "Pour Toujours" vertreten. Produziert wurde das Instrumental von Melbeatz.

## Diskografie
- 2005: J'attends mon heure
- 2008: À Bientôt (Album)

Sonstige
- 2008: Toujour plus haut feat. Prophessor (Freetrack)
- 2008: Nouvelle Génération (Juice Remix) feat. Prinze Low (Juice-Exclusive!)
- 2009: Rap-Clowns feat. E.S.I.K. (Freetrack)
- 2009: Le Bombardement feat. Vito Vendetta, Tone & Freeman (IAM) (Juice-Exclusive!)
- 2009: Das Verhör (Sti Remix) feat. Azad, Freeman & Jonesmann (Juice-Exclusive!)
- 2009: Concret (Freetrack)